# Arşın
Im Osmanischen Reich wurde als Längeneinheit arşın („Arm“, vgl. auch Elle) verwendet. Es gab drei verschiedene arşın: Mimari arşın, çarşı arşını und endaze.

## Mimari arşın
Ein Mimari arşın war 75,8 cm (3/4 Meter) lang und wesentlich länger als die anderen beiden. Das Mimari arşın, eine Art Messstab, wurde hauptsächlich bei Vermessungen in Bauwerken und Landschaften eingesetzt. Daher hat es den Namen Mimari (Architektur) erhalten.
Das Mimari arşın wurde hauptsächlich aus Buchsbaum, Ebenholz, Elfenbein, Eisen oder Stahl hergestellt. Darauf wurden, wie bei gewöhnlichen Linealen, Striche eingezeichnet um Messungen ablesen zu können.
Der bei Ausgrabungen verwendete kadem war 12 parmak lang also die hälfte eines mimari arşın.
Zweieinhalb mimari arşın bezeichnete man als kulaç. Es fand Verwendung bei Ausgrabungen und Aushebungen von Brunnen, womit man zum Beispiel die Wasserhöhe messen konnte.

### Verhältnis zu anderen Maßeinheiten
- 1 mimari arşın = 24 parmak (1 parmak = 3,158 cm)
- 1 parmak = 12 hat (1 hat = 0,263 cm)
- 1 hat = 12 nokta (1 nokta = 0,022 cm)
- 1 mil = 100 kulaç (1 kulaç = 1,895 m)
- 1 kulaç = 2,5 mimari arşın